# Бе-6
Бе-6  (по кодификации НАТО: Madge) — многоцелевая летающая лодка разработки ГС ОЗ № 49 (сейчас ТАНТК имени Г. М. Бериева). Выполняемые задачи: дальняя морская разведка, патрулирование побережий, бомбометание, несение и сброс торпед, перевозка десанта, постановка минных заграждений, перевозка грузов. На самолёте было установлено специальное оборудование для выполнения полётов в ночное время и в сложных метеоусловиях. 
Выпускалась серийно. Стояла на вооружении морской авиации ВМФ СССР. Некоторое количество самолётов было поставлено в Китай.

## История создания
Опыт войны показал, что авиации флота крайне нужны тяжелые гидросамолёты. Во время войны их потребность восполнялась поставками по ленд-лизу американских самолётов. Однако поставки американских самолётов проблему не решали, нужен был отечественный самолёт подобного класса.
Заказчик выставил следующие требования к гидросамолёту: 
- два двигателя, взлетный вес 20-25 т,
- максимальная скорость — 400 км/ч,
- дальность полёта — до 5000 км,
- продолжительность полета — до 20 часов,
- потолок — 5000-6000 м,
- грузоподъемность — до 4000 кг.[1]

Эскизный проект и макет был выполнен в начале 1944 года на заводе в Красноярске, где в то время временно базировалось ОКБ Г. М. Бериева под названием ОКБ-477. 
По приказу № 441с/Р258с от 13.11.1945 г. и № 463с от 24.11.1945 г. ОКБ-477 в конце 12.1945 г. было возвращено со всем личным составом (150 ИТР и 250 раб.) и оборудованием в г. Таганрог на завод № 86. Сборка опытного самолёта велась в Таганроге.
В соответствии с ПСМ № 1289-527с от 21.06.1946 г. по приказу НКАП № 52с от 9.02.1946 г. и МАП № 404с от 26.06.194 6г. Бериевское ОКБ было преобразовано в ГС ОЗ № 49 7-го ГУ, открытое наименование – «п/я 31». Главным конструктором ОКБ и ответственным руководителем был назначен Бериев Г. М., ведущим конструктором по Бе-6 — В. В. Зданевич, ведущим инженером по испытаниям — И. Г. Козельский.
В процессе испытаний самолёта заказчик неоднократно изменял тактико-технические требования. Окончательно самолёт приняли на государственные контрольные испытания в 1951 году.
По своим лётно-техническим данным и мореходным качествам Бе-6 значительно превосходил находившуюся на вооружении авиации ВМС американскую лодку «Каталина». Гидросамолёт мог эксплуатироваться при ветровой волне высотой 1,5 м и ветре до 20 м/с, что позволяло использовать его на Северном и Тихоокеанском театре военных действий. 
Летающая лодка Бе-6 была рекомендована для принятия на вооружение частей авиации ВМС. После многочисленных переделок гидросамолёт Бе-6 запустили в серийное производство на заводе № 86 в Таганроге. Производство самолёта в период 1952-1957 год. Всего было построено 123 (по другим данным 129) самолёта Бе-6

## Конструкция

### Общая информация
Гидросамолёт Бе-6 был предназначен для морской дальней разведки, патрульной службы по охране побережья и коммуникаций, бомбардировочных операций, постановки минных заграждений, десантных и транспортных операций. Экипаж самолёта — восемь человек.
Самолёт может перевозить до 4 тонн груза, либо 40 экипированных десантников. Сбрасываемое вооружение: свободнопадающие бомбы различных калибров (до 16 шт. ФАБ-100, или 8 ФАБ-500, или две ФАБ-1500), или морские мины (до 4400 кг), или две торпеды. Оборонительное вооружение: 5 автоматических скорострельных пушек НР-23.
По конструкции гидросамолёт Бе-6 — двухмоторная цельнометаллическая летающая лодка с высокорасположенным крылом типа «чайка», двухкилевым разнесенным вертикальным оперением и подкрыльными неубирающимися в полете поплавками поддерживающего типа. Винтомоторная группа — два поршневых мотора воздушного охлаждения АШ-73 без турбокомпрессоров смонтированы на центроплане крыла. На моторах установлены четырехлопастные автоматические флюгерные винты типа В-3БА-5 с электрическим дистанционным управлением.
Взлёт и посадка самолёта Бе-6 возможны только с воды. Для хранения гидросамолёта на берегу и его перекатке в пределах сухопутного аэродрома используется съёмное перекатное колёсное шасси, включающее две неподвижные подкрыльевые стойки и хвостовое управляемое колесо с водилом.  
С целью повышения живучести и плавучести лодка разделена водонепроницаемыми перегородками на восемь отсеков. При затоплении двух смежных отсеков лодка остаётся на плаву
Для автономного энергообеспечения основных систем самолёта и радиосвязи на плаву в фюзеляже установлен автономный бензиновый электроагрегат М10-В1.
Впервые в СССР на гидросамолёте с поршневыми моторами кабина получила отопление, что значительно улучшало бытовые условия и как следствие — работоспособность экипажа.
Отличительной особенностью конструкции планера самолёта Бе-6 было использование специальных, т. н. «фирменных» шарикоподшипников закрытого типа, всего 180 разных типов, в том числе изготовленных из нержавеющей стали.
Партия гидросамолётов Бе-6 от № 6602203 по № 6602305 включительно была изготовлена по специальному заказу в варианте морского спасателя (см. ниже раздел «Модификации»). На этих самолётах было снято всё стрелково-пушечное вооружение и кислородная система, в фюзеляже установлено два дополнительных топливных бака, и выполнен ещё ряд конструктивных доработок. 

### Фюзеляж
Представляет собой двухреданную лодку с палубой наверху. В силовой набор лодки входят шпангоуты, стингеры и киль-балка. Вся лодка разделена водонепроницаемыми переборками на 8 отсеков:
1. В первом отсеке (от носа до 7 шпангоута) располагались рабочие места штурмана и двух лётчиков, оборудование кабин, а также морское оборудование. Сверху рабочего места штурмана смонтирована подвижная пушечная установка Н-2 с одной пушкой. Управление установкой дистанционное.
2. Во втором отсеке (шп. 7-11) — рабочее место борттехника, баллоны противопожарной системы, воздушный баллон установки Н-2 и управление водяным рулём; обогреватель БО-40, агрегат М10-В1, воздушный компрессор КПВ-1, водооткачивающий электронасос, контейнер с неприкосновенным запасом; сверху отсека расположен люк для выхода на верхнюю палубу.
3. В третьем отсеке (шп. 11-15) — рабочие места оператора РЛС и радиста, а также агрегаты механического противообледенителя крыла и хвостового оперения, кран и топливопровод перекрёстного питания, тросы и ролики управления двигателями; по правому борту дверь входного люка.
4. В четвертом отсеке (шп. 15-19) находится топливная аппаратура (насосы, отстойники, топливосборники), проводка управления; также в этом отсеке можно размещать полезный груз.
5. Пятый отсек (шп. 19-23) — здесь размещаются сектора, тяги и тросы управления элеронами, рулями и триммерами; механизм и тяги управления закрылками; дверь входного люка и палубный люк; места для отдыха экипажа (две съёмные койки) или перевозки крупногабаритных грузов.
6. Шестой отсек (шп. 23-28) — рабочее место палубного стрелка и устройство для выпуска антенны РЛС.
7. Седьмой отсек (шп. 28-33) — палубная пушечная установка, бортовые и донные люки, донное остекление под аэрофотоаппарат АФА-33.
8. Восьмой отсек (шп. 33-46) — хвостовая часть и отъёмная корма лодки. Здесь находятся тяги и качалки руля высоты и рулей направления, механизм управления водорулём, переносной откачивающий насос, а также рабочее место кормового стрелка и кормовая пушечная установка

Маневрирование самолёта на воде при рулении и буксировке осуществляется с помощью судового руля, установленного на заднем редане. Судовой руль управляется пневматически, синхронно с рулем направления самолёта.

### Крыло
Крыло двухлонжеронное, кессонной конструкции состоит из центроплана и двух отъемных консолей. Профиль крыла NACA-230. Размах крыла 33 метра.
Закрылки состоят из шести секций — четыре на центроплане и два на консолях. Размах закрылков — 16,768 м. Площадь закрылков — 18,1 м². Максимальный угол отклонения — 45°.
Элероны щелевой конструкции типа ЦАГИ имеют осевую компенсацию и весовую балансировку. Площадь элеронов — 8,846 м². Предельные углы отклонения: вверх — 30°, вниз — 20°. 
На каждом крыле установлены противофлаттерные весовые компенсаторы.
Поплавки подкрыльные двухреданные, опорного типа. Поплавки закреплены на консолях крыла помощью стоек в обтекателях. Каждый поплавок разделён на четыре водонепроницаемых отсека для повышения живучести при повреждениях, так как при такой конструкции самолёта потеря поплавка означает потерю самолёта из-за невозможности преодоления крена после ухода крыла под воду и его последующего разрушения.

### Винтомоторная группа
В техническом описании на самолёт под термином «винтомоторная установка» понимается мотор с моторамой, капот, воздушный винт, а также все навесные агрегаты мотора, обслуживающие мотор и самолётные системы.
Винтомоторную группу самолёта Бе-6 составляют две винтомоторные установки, включающие два поршневых мотора воздушного охлаждения АШ-73. Эти моторы также устанавливались на тяжелом бомбардировщике Ту-4 — нелицензионной копии американского бомбардировщика В-29, но в отличие от Ту-4, на моторах Бе-6 не устанавливались турбонагнетатели.
Мотор АШ-73 был создан в Молотовском (ныне г. Пермь) ОКБ-19 на базе американского мотора «Райт Циклон 18» и советских моторов АШ-71 и АШ-72. Полностью были скопированы с американского мотора приводной центробежный нагнетатель, турбокомпрессоры и агрегаты системы их управления, карбюраторы, магнето, термостойкие многооборотные подшипники.
АШ-73 — это четырёхтактный бензиновый двигатель воздушного охлаждения с звездообразным расположением 18 цилиндров на среднем картере. Цилиндры установлены в два ряда в шахматном порядке. В носке картера размещается планетарный редуктор и вал воздушного винта. Агрегаты на моторе: карбюратор ВК-4 впрыскивающего типа, бензонасос «агрегат 304», два маслонасоса, регулятор оборотов Р-18А, сдвоенное магнето МД-18, электроинерционный самопуск «агрегат 263», генератор ГС-9000 и другие агрегаты.
Основные ТТХ мотора:
- диаметр цилиндра — 155,5 мм
- ход поршня — 170,0 мм
- рабочий объём всех цилиндров — 58,1 литр
- степень сжатия — 6,9±0,1
- нумерация цилиндров при виде сзади — по часовой стрелке, верхний цилиндр № 1
- направление вращения коленвала — правое
- степень редукции — 0,375
- топливо — этилированный бензин 100/130 или американский бензин Б-100 по спецификации AN-F-28
- моторное масло — минеральное МК, МС или МЗС
- тип и количество свечей зажигания — СД-37/1, по две на цилиндр
- размеры мотора:
  - длина без генератора — 2145 мм
  - диаметр — 1375 мм
- вес сухого мотора без агрегатов — 1340 кг ±2%

Воздушные винты В-3БА-5 — тянущие, четырёхлопастные, автоматические, флюгерные, гидромеханические; диаметр — 5,056 м. Система флюгирования винтов гидравлическая, то есть лопасти винта ставятся во флюгерное положение при нагнетании масла во втулку винта отдельно установленным электрическим флюгерным насосом.
Дополнительно в фюзеляже самолёта смонтирован автономный энергоузел М10-В1 в виде поршневого мотора с электрогенератором. Этот агрегат также взят от самолёта Ту-4. Основные параметры агрегата:
- мощность бензинового мотора — 10 л.с.
- рабочие обороты мотора — 3200 об/мин
- генератор — постоянного тока, воздушного охлаждения (самовентиляция), тип ГС-5000
- мощность генератора эксплуатационная — 5000 вт
- мощность генератора максимальная (не более 1 мин) — 7500 вт
- номинальное напряжение — 28,5 вольт
- номинальный ток — 175 А
- номинальное число оборотов генератора — 6600 об/мин
- вес агрегата в сборе (с генератором и распределительной коробкой) — 67 кг

### Топливная система
Топливные баки 22 шт., мягкие, установлены в крыле, общей емкостью 10670-2% л. Нумерация баков производится от фюзеляжа к законцовкам крыла, через один. На правой плоскости баки чётные, на левой — нечётные.
Все топливные баки сгруппированы в три группы расхода на каждой плоскости крыла. 1-я группа — это баки 1-3-5 (правые) и 2-4-6 (левые). 2-я группа: баки 7-9-11 (правые) и 8-10-12 (левые). 3-я группа: баки 13-15-17-19-21 (правые) и баки 14-16-18-20-22 (левые). На самолётах спасательного варианта внутри лодки монтировались ещё два сварных бака из материала АМцА-М ёмкостью по 980 литров каждый. 

### Оперение
Горизонтальное оперение — стабилизатор, трапециевидный в плане, и руль высоты. Руль высоты имел осевую аэродинамическую компенсацию, весовую балансировку и триммеры. На концах стабилизатора были закреплены килевые шайбы с рулями направления.  Каждый руль направления, кроме весовой балансировки, был снабжен пружинным сервокомпенсатором. Хвостовые части рулей высоты и направления были обшиты полотном.

### Шасси
Для перемещения самолёта по земле, спуска на воду и подъема из воды предусмотрена установка перекатного шасси. Оно состояло из двух главных узлов и перекатной тележки. На главных узлах крепились баки, обеспечивающие их плавучесть. При перелете на новое место базирования самолёт мог взять на борт только хвостовую тележку, остальной груз транспортировали отдельно.

### Управление
Управление самолётом  — основное и вспомогательное, двойное, смешанной конструкции: жесткими тягами и тросами. Основное обеспечивало перемещение рулевых поверхностей, а вспомогательное управление закрылками, триммерами и элеронами. Установлен электрический автопилот АП-5, рулевые машинки которого были включены в тросовую проводку.

### Противообледенительная система
Противообледенительная система — механические противообледенители типа НИИРП на передних кромках крыла и оперения.  
По конструкции — это резиновые камеры-протекторы, надуваемые циклично от воздушных компрессоров, в результате деформации камер лёд трескается и сдувается воздушным потоком. Сжатый воздух для противообледенителей вырабатывают два компрессора «агрегат 254» на правом и левом моторах. На каждом крыле имелось по четыре камеры, которые надувались поочерёдно через одно (чёт-нечёт). На килях и стабилизаторе по одной камере, они все надуваются одновременно.
Резиновые протекторы боятся солнечного света, поэтому на стоянке самолёта на аэродроме протекторы всегда чехлились.
На ряде самолётов механические противообледенители были заменены на воздушно-тепловые. Воздушно-тепловые противообледенители работали от четырёх бензиновых обогревателей БО-60.
На самолёте было установлено два жидкостных противообледенительных устройства: одно для передних стёкол лётчиков и стекла штурмана, второе устройство — для воздушных винтов. В качестве антифриза применялся спирт-ректификат. Ёмкость бака для обмыва остекления — 25 литров, что обеспечивало непрерывный обмыв стёкол на максимальной производительности спиртового насоса — 100 минут. 
Для каждого мотора также имелось по спиртовому баку по 25 литров. В максимальной производительности насосов этого количества хватало на 2 часа полёта, в минимальной производительности — на 4 часа. 
Триплексные стекла лётчиков имели электрический подогрев, для чего на самолёте был установлен автомат обогрева стекла АОС-81М. Также электрообогрев имели приёмники воздушного давления. На лобовых стеклах лётчиков установлены механические стеклоочистители АС-2.
Для смыва мусора и грязи со стекла штурмана на самолёте имелась системы обмыва стекла пресной водой. Бачок для воды ёмкость 8 литров. Для протирки штурман открывал лючок справа от стекла и, высунув руку наружу за борт, протирал стекло.

### Отопительная установка
Вентиляционно-отопительное устройство состоит из бензинового обогревателя БО-40 во 2 отсеке лодки и системы трубопроводов (воздуховодов) к рабочим местам экипажа и остеклению. Обогревать предназначен только для работы в полёте от скоростного напора воздуха, на земле и в полёте на скорости менее 210 км/ч запускать его запрещено. Температура нагретого воздуха на выходе из обогревателя составляет 85-150°С, для предотвращения ожогов и уменьшения потерь тепла все трубопроводы покрыты теплоизоляционным материалом АСИМ-5 и сверху огнестойкой тканью АНЗМ. Управление обогревателем находится у борттехника. 

### Вооружение
Пушечное оборонительное вооружение состояло из:
- Носовой башенной установки Н-2 с электродистанционным управлением под одну пушку НР-23 калибра 23 мм
- Палубной установки кругового вращения ДТ-В8 с дистанционным управлением под две пушки НР-23 калибра 23 мм
- Кормовой гидравлической установки ИЛ-К6-51 с дистанционным управлением под две пушки НР-23 калибра 23 мм

Носовая установка.
Установка Н-2 размещена в верхней носовой части лодки и предназначена для обстрела передней полусферы, по воздушным или наземным целям, с углами разворота ствола пушки ± 30° вверх и вниз от нейтрали и ± 30° вправо-влево. Привод установки — электрический. Связь с прицелом — электрическая следящая система на сельсинах. Скорость перекладки оружия максимальная — 30° за одну секунду. Управление огнём — электрическое. Перезарядка пушки — пневматическая. Питание пушки — непрерывно-ленточное. Боезапас нормальный — 100 патронов, в перегрузочном варианте — 200 патронов.
Для ведения стрельбы на рабочем месте штурмана была установлена прицельная станция БПС-48НС. В комплекте станции имеется прицельная головка АСП-3П, которая с помощью решающего механизма вводит поправки на углы упреждения, отставания и понижения траектории снаряда. Для автоматического ввода в решающий механизм прицельной станции поправок на высоту и собственную скорость самолёта служит механизм высоты и скорости. Для контроля стрельбы на прицельной станции возможна установка фотопулемёта ФКП-2.
Электроагрегаты и аппаратура управления носовой установкой расположены по правому борту лодки между шпангоутами 1-6 и включали:
- угольно-ламповый стабилизатор напряжения
- умформер УС-500
- сервоусилитель
- коробка управления КУН-7
- амплидины АДУ-600

Для питания пушки патронами в верхней части лодки между шпангоутами 2 и 4 был установлен патронный ящик на 200 штук патронов. Ящик снаряжается на земле при подготовке самолета к вылету и в снаряженном состоянии поднимается на борт лебёдкой.
Перезарядка пушки и приведение её в готовность к стрельбе — пневматическое. Запас сжатого воздуха хранился в баллоне ёмкостью 3 литра. Для зарядки баллона воздухом на борту самолёта была установлена компрессорная станция КПВ-1Б во втором отсеке, в составе станции  имелся автоматический трёхступенчатый пневмокомпрессор с приводом от электромотора. Рабочее давление в пневмосистеме — 50-56 кг/см².  При задержках в стрельбе, вызванных осечками, пушка перезаряжается автоматически электрическим автоматом перезарядки АП-5-1. На самолётах с № 2600101 по 2600304 была установлена компрессорная станция КПВ-1А несколько упрощённой конструкции, без фильтра-отстойника с подогревом.
Стреляные гильзы, звенья и патроны с осечкой направляются от пушки по улавливателю через гильзозвеньеотвод в подпольное пространство кабины штурмана. 
Для удаления пороховых газов из носового отсека лодки при стрельбе из пушки, на правом борту у шп. № 1 установлен вытяжной вентиляционный прибор.
Палубная установка.
Палубная установка кругового обстрела ДТ-В8 расположена в верхней части 6-7 отсека и предназначена для защиты самолета от атак в верхней полусфере. Установка обеспечивает обстрел в горизонтальной плоскости 360° при углах возвышения стволов пушек от -3 до 88 градусов. Угловые скорости вращения оружия: по горизонту не менее 45°/сек, по вертикали не менее 30°/сек. Привод установки — электрический. Связь с прицелом — электрическая следящая система на сельсинах. Питание пушки — непрерывно-ленточное с автоматическим подтягом ленты. Перезарядка пушек — пневматическая. Боезапас — по 250 патронов на ствол. Пушечная установка оборудована электрической защитой от прострела частей собственного самолёта. 
Для ведения стрельбы на рабочем месте палубного стрелка была установлена прицельная станция БПС-48ВК, в составе:
- кольцевой пост с прицельной головкой
- механизм высоты и скорости
- стабилизатор напряжения
- параллаксный механизм

Для контроля стрельбы на прицельной станции возможна установка фотопулемёта ФКП-2.
Управление турелью дистанционное, осуществляется с помощью электроагрегатов и аппаратура управления, обеспечивая синхронность движения пушек с прицельной станцией:
- сельсины-датчики КС-1
- сельсины приёмники КС-2
- умформер УС-500
- сервоусилитель СУ-627
- коробка управления КУН-7
- амплидины АДУ-1300
- приводной электромотор вертикальной наводки
- приводной электромотор горизонтальной наводки

Аппаратура перезарядки пушек палубной установки аналогична аппаратуре носовой установки, но при этом смонтирована непосредственно на турели. 
Стреляные гильзы, звенья и патроны с осечкой направляются от пушек в тканевый мешок для гиз и звенев, расположенный снизу турельной установки.
Кормовая установка
Кормовая шаровая установка ИЛ-К6-51 под две пушки НР-23, аналогичная установленной на самолёте Ил-28. Предназначена для отражения атак в задней полусфере и для стрельбы по наземным целям. Боезапас — по 225 патронов на ствол.
Состоит из башни со стрелковой частью и гидроприводами, агрегата качающихся помп АКП-4, следящей системы управления приводами, пульта управления с прицелом АСП-3П, агрегатов управления огнём и агрегатов перезарядки пушек с автоматом перезарядки АП-5.
Привод башни гидравлический, гидропомпы приводятся в действие двумя электромоторами МП-2500 суммарной мощностью 5 кВт. Управление гидроприводами — электрическая следящая потенциометрическая система.
Углы обстрела пушек: по вертикали — вверх 60°, вниз 40°; по горизонтали — 70° вправо-влево. Максимальная (форсированная) скорость вращения оружия: 30° по горизонту и 28° по вертикали. Питание пушки — непрерывно-ленточное. Отвод звеньев и гильз — за борт самолета. 
Стрелковый прицел АСП-3П кормовой установки состоит из:
- прицельной головки с реостатом дальности
- решающего механизма
- механизма высоты
- механизма скорости
- регулятора напряжения
- распределительной коробки
- фильтра радиопомех
- электромагнитного ограничителя

Для фотоконтроля стрельбы возможна установка фотопулемёта С-13. Фотопулемёт монтируется на съёмном кронштейне снаружи на стволах пушек.
Аппаратура перезарядки пушек кормовой установки аналогична аппаратуре носовой и палубной установок.
Всё оборудование кормовой установки, агрегаты и аппаратура размещаются в кормовой части лодки, начиная со шп. № 38 и до 44 шпангоута, далее за которым размешается кабина стрелка и башенная установка.
Бомбардировочное и минно-торпедное вооружение самолёта.
Состоит из держателей внешней подвески: восьми балочных держателей БД3-Бе6-51 с двумя замками Дер3-48 на каждом и двух балочных держателей БД4-Бе6 с замками Дер4-47БМТ, предназначенных для наружной подвески бомб весом от 50 кг до 1500 кг, мин АМД-500 и АМД-1000 и высотных торпед 45-36 АВА. Максимальная разрешённая нагрузка самолёта бомбами или минами 4400 кг. Для подвески грузов на самолёт в комплект аэродромного оборудования входит система подъема грузов СП-Бе6 с двумя лебёдками БЛ-47.
Всего на самолёте четыре основных варианта бомбовой подвески: по варианту № 1 — 16 бомб ОФАБ-100М46; вариант № 2 — 8 бомб ФАБ-250М-46; вариант № 3 — 8 бомб ФАБ-500М-46 и вариант № 4 — две бомбы ФАБ-1500М-46. Помимо этих бомб, можно использовать П-50, ФАБ-50, ФОТАБ-50-35, ОФАБ-100, САБ-100-55, САБ-100-75, ПЛАБ-100.
В минном варианте самолёт может взять 8 мин АМД-500 или 2 мины АМД-1000. В варианте торпедоносца на самолёт можно подвесить две высотные торпеды 45-36 АВА с парашютными коробками. Каждая коробка подвешивается отдельно от торпеды и после сброса торпеды она остаётся на самолёте.
Бомбо-торпедометание осуществляется с помощью прицела ОПБ-6ср или прицела НКПБ-4. Сброс бомб выполняется от программно-временного механизма — электросбрасывателя ЭСБР-49А — одиночно, серией или залпом.
Оптический прицел ОПБ-6ср — это комбинированный прибор, автоматически решающий задачу боковой наводки и задачу прицеливания по дальности при бомбометании по оптически видимым целям с высоты полёта от 600 метров и выше. Прицел имеет механическую связь с автопилотом АП-5, что даёт возможность штурману во время прицеливания управлять самолётом на боевом курсе без участия лётчика. Также прицел имеет связь с радиолокационной станцией ПСБН-М, что позволяет производить бомбометание по невидимым целям — то есть ночью или в условиях сплошной облачности. Также можно производить бомбометание по визуально невидимым целям без использования оптического прицела, а только с помощью РЛС и её счётно-решающего устройства. 
Прицел НКПБ-4 предназначен только для малых высот. Он устанавливается на место демонтированного прицела ОПБ-6ср.

### Бронезащита экипажа
На самолёте Бе-6 приняты меры для защиты экипажа от поражения при атаках противника сзади. С этой целью на самолёте были установлены:
- прозрачная броня толщиной 106 мм, входящая в конструкцию фонаря кабины кормового стрелка
- бронеперегородка кабины кормового стрелка — плита толщиной 10 мм ниже бронестекла кабины
- броневой щит толщиной 8 мм, являющийся силовым элементом кормовой части лодки
- бронеспинки толщиной 8 мм у левого и правого лётчиков
- металлическая броня кормовых патронных ящиков толщиной 6 мм

## Оборудование

### Электрооборудование
Общая мощность электрических потребителей на самолёте — 43,4 кВт, из них 132 лампы накаливания (1,2 кВт) и 38 электроприводных механизмов (19,3 кВт). Общая длина электропроводки составляет 8740 метров. Марка электропровода — БПВЛ. Вся бортовая сеть собрана в жгуты и разбита по принадлежности к системам на 103 фидера.  Все провода и все фидеры отмаркированы буквенно-цифровым адресным кодом.
Бортовая сеть постоянного тока на 27 вольт с минусом на массе. Источники электроэнергии — два параллельно работающих генератора ГСР-9000 (с номинальной мощностью по 9 кВт каждый) на моторах, одна свинцово-кислотная аккумуляторная батарея 12А-30 и аварийно-вспомогательный агрегат М10-В1 с генератором ГС-5000. Для питания бортсети от аэродромного источника на самолёте установлен штепсельный разъем ШРА-400ЛК. Основная магистраль электропроводки постоянного тока проложена в коробе с крышкой по левому борту лодки.
Бортовая сеть постоянного тока — централизованная, с центральным распределительным устройством и групповыми распределительными щитками вблизи рабочих мест экипажа.
Сеть однофазного переменного тока 115 вольт 400 гц однопроводная, с заземлением нулевого провода на корпус. Питается от двух электромашинных преобразователей типа МА-250 — основного и резервного. Эта сеть питает навигационный координатор, радиокомпас и дистанционный компас. Управление преобразователем — на щитке в кабине штурмана.
Кроме этого, для питания различных ламповых устройств на самолёте Бе-6 применялись разные электромашинные преобразователи, которые входили в комплект соответствующего назначению оборудования: МА-100, МА-250; умформеры РУ-11АМ.  
Светотехническое и светосигнальное оборудование включало внешнее оборудование в виде посадочных фар ФС-240, аэронавигационных и якорных огней, а также освещение отсеков (плафоны ПС-45) и рабочих мест экипажа. Полётное освещение приборных досок выполнено светильниками ультрафиолетового освещения типа УФО.

### Приборное и кислородное оборудование
В состав приборного оборудования входили: приборные доски, анероидно-мембранные приборы, два приёмника воздушного давления типа «945»; компасы магнитный А-4, индукционный КИ-11, дистанционный ДИК-46 или гиромагнитный компас ДГМК-7; навигационный координатор НК-46Б, электрический гирополукомпас ГПК-48, указатель поворота ЭУП-46; электрические термометры ТЦТ-9 и электрические манометры ЭДМУ-3 и ЭДМУ-15; авиагоризонты АГК-47Б, суммирующий топливомер СБЭС-1157 (указатель, переключатель и 8 датчиков), комбинированные парашютные приборы КАП-3, электрический автопилот АП-5 (АП-5-2), тахометры ТЭ-2м, астрокомпас АК-52 или АК-53; бортовой визир АБ-52 
На самолёте было установлено кислородное оборудование для полётов на высотах свыше 4000 метров, которое состояло из восьми восьмилитровых кислородных баллонов со стационарными кислородными приборами КП-18 для каждого члена экипажа, заряжаемых газообразным медицинским кислородом до давления 150 кг/см². 
Для перемещения внутри самолёта имелось пять переносных кислородных приборов КП-19 с баллонами ёмкостью 1,7 литра. Эти баллоны заряжаются кислородом до давления 30 кг/см², и размещаются вблизи рабочих мест штурмана, борттехника, радиста, палубного и кормового стрелков. Для удобства использования на прибор надета корзинка, сшитая из плащ-палатки. На пояске корзинки имеются крепления для ремня, одеваемого на пояс потребителя.
Зарядка стационарных баллонов централизованная, через два штуцера наземной заправки кислородом. Для зарядки переносных приборов в комплект входили шланги с в составе аэродромного оборудования.
Фотооборудование — в 7-м отсеке между шп. 30 и 31 самолёта смонтирована установка для аэрофотоаппарата одного из типов для дневной плановой фотосъёмки — АФА-33/100, АФА-33/75 и АФА-33/50, или для перспективной фотосъёмки только с помощью АФА-33/100, выполняемой с левого или правого борта лодки под углом  5°, 10°, 15°, 20°, 25° или 30° от горизонтали. Вместо АФА-33-100 можно было поставить аэрофотоаппарат для ночной плановой съёмки НАФА-3с. Плановая съёмка выполняется через люк в днище лодки. Для перспективной съёмки имеется по люку справа и слева. Все люки закрываются гермокрышками.

### Радиооборудование
- радиолокационная станция ПСБН-М
- радиостанция дальней связи РСБ-5
- радиостанция командной связи РСИУ-3М
- радиокомпас АРК-5
- радиовысотомер малых высот РВ-2
- радиоопросчик опознавания «Магний-М»
- радиоответчик опознавания «Барий-М»
- самолётное переговорное устройство СПУ-14
- аварийная радиостанция АВРА-45М

В дальнейшем на самолёт дополнительно поставили передатчик СВ-КВ диапазонов РСБ-70 и маркерный радиоприёмник 
Для работы АРК-5 и РСБ-5 на самолёте была смонтирована наружная жёсткая двухлучевая антенна из медного канатика диаметром 3 мм на двух металлических мачтах на шп. № 8 и № 23. 
РЛС ПСБН-М — прибор слепого бомбометания и навигации (рас. аббр) является радиолокационным прицелом. Станция сопряжена с бомбардировочным прицелом ОПБ-6СР. В комплекте станции имеется собственное счётно-решающее устройство для решения задач бомбометания. При наличии на земле импульсных навигационных радиомаяков станция способна определять дальность и азимут до радиомаяка. Работой с РЛС занимается специальный член экипажа — оператор, у которого оборудовано рабочее место в 3-м отсеке. У штурмана на рабочем месте имеется экран кругового обзора на ЭЛТ и счётно-решающий прибор.
Антенна РЛС расположена в обтекателе из пенополистирола на днище лодки между шп. 25-27. При неработающей РЛС обтекатель убирается вовнутрь, а при работе выдвигается вниз электроприводом через гермолюк диаметром 900 мм.

### Морское оборудование, бытовые и аварийные средства
- два плавучих якоря из брезента и один донный якорь (весом 23 кг) с ручной лебёдкой и стальным тросом длиной 39,5 м; «кошка» с концом, два багра, сигнальные флажки, мегафон, сигнальный пистолет с двумя патронташами и запасом патронов цветного дыма.
- аварийное снаряжение — две надувные шлюпки типа «Р», два контейнера с НАЗ (продукты питания) во 2-м и в 3-м отсеке, два бака с пресной водой, индивидуальные медицинские аптечки для каждого члена экипажа, групповая медицинская аптечка в 3-м отсеке, аварийная радиостанция АВРА-45М, два переносных углекислотных огнетушителя, два электрических переносных водооткачивающих насоса «агрегат 404Д», комплект пластырей пяти типов для заделки пробоин корпуса. Кроме этого, на самолёте во 2-м отсеке имеется шкаф для хранения легководолазного снаряжения.
- гардероб для хранения одежды в 4-м отсеке, три съёмные парусиновые койки для отдыха экипажа в 5-м отсеке, термосы ёмкостью по три литра для горячего питья у каждого члена экипажа, брезентовая сумка для размещения бортпайка во 2-м отсеке, инструментальный напольный ящик борттехника (с замком), бак-унитаз (с ведром) в 8-м отсеке и индивидуальные писсуары у лётчиков и борттехника.

## Варианты
- Бе-6СС (спасательная служба) — поисково-спасательный вариант. С базового варианта были сняты пушечные установки, рабочее место палубного стрелка, фотооборудование, места десанта и др. Взамен снятого оборудования установили специальные радиотехнические средства поиска и обнаружения, а также средства подбора и приема на борт пострадавших и оказания им первой помощи. Всего самолёт мог принять 15 человек, из которых 12 размещались на сидячих местах и трое на подвесных койках. В состав экипажа вошёл фельдшер.[1]
- Бе-6ПЛО — самолёт противолодочной обороны. От базового варианта отличался отсутствием кормовой огневой установки, на его месте установили магниточувствительный блок авиационного магнитометра. Для обнаружения подводных лодок в подводном положении разместили систему гидроакустических буев (РГБ). На Бе-6ПЛО в поисковом варианте  устанавливали РГБ на 16 узлах внешней подвески. При выполнении ударных задач на их место подвешивались кассеты с глубинными бомбами, каждая из которых вмещала по 57 бомб.[1]
- Бе-6 «Лайнер» — на самолёте проводились работы по установке связи с погруженными подводными лодками.

Кроме авиации ВМФ, Бе-6 использовались в Полярной авиации; с самолётов снималось все вооружение и устанавливались дополнительные топливные баки.
В 1959—1960 гг. около 20 машин из ВМФ передали в КНР, где их обозначение было изменено на Цин-6, а также были заменены двигатели на турбовинтовые. В Китае самолёты патрулировали длинную береговую линию и территориальные воды у побережья.

## Лётно-технические характеристики[4]
Общие данные
- вес пустого самолёта — 18540 кг
- нормальный взлётный вес — 23460 кг
- вес самолёта перегрузочный — 28300 кг
- вес самолёта перегрузочный в варианте разведчика — 28850 кг
- вес самолёта перегрузочный в варианте бомбардировщика (8 бомб ФАБ-500М-46) — 27140 кг
- максимально допустимый посадочный вес — 28 т
- пассажировместимость максимальная — до 40 человек (из расчёта ~100 кг на человека)
- грузоподъёмность самолёта максимальная — до 4000 кг
- заправка горючим полная — 10670 л (7650 кг)
- масса брони — 205,4 кг

Геометрические размеры
- длина — 23,565 м[5]
- размах крыла — 33,0 м
- ширина лодки — 2,968 м[5]
- высота лодки — 3,8 м
- высота самолёта в линии полёта — 7,64 м
- высота на стоянке — 7,50

Крыло
- площадь крыла — 120,0 м²
- профиль крыла — NACA-230
- САХ крыла — 3,86 м
- поперечное V центроплана крыла — 16°15′
- поперечное V консоли крыла — 0°21′
- угол стреловидности крыла по линии 25% хорд — 8°
- угол крутки консоли крыла — минус 2°

Оперение
- площадь горизонтального оперения — 19,4 м²
- профиль горизонтального оперения — NACA-0010
- угол установки стабилизатора — 2°
- площадь вертикального оперения — 11,86 м²
- расстояние между килями — 8,4 м

Силовая установка
- маршевые двигатели — 2хАШ-73 без турбонагнетателей
- вспомогательная силовая установка — агрегат М10-В1 с генератором ГС-5000

Лётные характеристики
- практический потолок — 6100 м
- граница высотности — 1900 м
- крейсерская скорость — 280 км/ч
- скорость полёта максимальная на уровне земли при весе 23456 кг — 377 км/час
- скорость полёта максимальная на высоте 2400 м при весе 23456 кг — 405 км/час
- скорость полёта максимальная при боевом режиме работы моторов на высоте 1850 м при весе 23456 кг — 414 км/час
- скороподъёмность максимальная (достигается на высоте полёта 1900 м) — 5,6 м/сек
- нормальная полётная перегрузка — 2,7
- дальность полёта максимальная техническая[6] — 5000 км ± 8%
- максимальная продолжительность полёта — 16 часов
- нормальная дальность полёта при средней скорости 275 км/ч на высоте 2000 м — 1700 км
- нормальная продолжительность полёта — 6 часов

Взлётно-посадочные характеристики
- длина разбега с нормальным взлётным весом — 760 м
- скорость отрыва — 153 км/ч
- длина пробега — 590 м
- посадочная скорость — 147 км/ч

Мореходность
- водоизмещение лодки — 121,367 м³ [5]
- полная осадка лодки на первом редане при перегрузочном полётном весе — 1,28 м
- радиус циркуляции самолёта на воде — 1,5-2 размаха крыла
- взлёт и посадка при ветровой волне высотой — до 1,5 м
- руление на воде при ветровой волне высотой — до 2 м

Вооружение
- 23 мм скорострельные пушки — 5 НР-23;
  - носовая установка Н-2 под одну пушку, 100 патронов (в перегрузочном варианте 200 патронов)
  - палубная установка ДТ-В8 под две пушки, 500 патронов
  - кормовая установка ИЛ-К6-51 под две пушки, 450 патронов
- бомбовое — свободнопадающие бомбы на наружной подвеске максимально до 4400 кг. Типичный вариант загрузки:
  - ОФАБ-100М-46 — 16 шт (1952 кг)
  - ФАБ-250М-46 — 8 шт (1762 кг)
  - ФАБ-500М-46 — 8 шт (3428 кг)
  - ФАБ-1500М-46 — 2 шт (2958 кг)
- торпедное — две высотные торпеды 45-36 АВА (2200 кг)
- минное — 2 мины АМД-1000 (2250 кг) или 8 мин АМД-500 (4400 кг)

Также на самолёт можно было подвесить 16 бомб типа ФАБ-50, П-50, ФОТАБ-50-35, САБ-100-55, САБ-100-75, ПЛАБ-100. 
Экипаж
- командир
- правый лётчик
- штурман
- бортовой техник
- радист
- оператор
- стрелок палубной пушечной установки
- стрелок кормовой пушечной установки

Общий вес экипажа с парашютами и спасательными жилетами — 740,4 кг (из расчёта ~92 кг на человека)

## Особенности эксплуатации
В связи с эксплуатацией Бе-6 на море, после каждой лётной смены проводилась сложная и трудоёмкая процедура антикоррозийной обработки всего самолёта до полного удаления соли. Самолёт снаружи весь полностью мыли пресной водой в 7 этапов; внутри самолёта, куда попадала морская вода, также производилась тщательная помывка и просушка с частичной разборкой оборудования; в ряде случаев заново смазывались детали и узлы. На Бе-6 широко использовалась специальная «морская» смазка АМС-3, изготовленная на основе высоковязкого цилиндрового масла, загущенного олеостеаратом алюминия.
При стоянке самолёта более 7 дней требовалось произвести консервацию, и далее выполнять перечень работ по хранению каждые 7 дней и каждые 30±5 дней. Моторы консервировались на срок хранения — 60 суток, после чего процедура консервации моторов выполнялась заново. 
Самолёт Бе-6 имел ярко выраженную сезонную зависимость, особенно на Северном и Тихоокеанском флотах. Дважды в год проводилась подготовка в летнему и к зимнему сезону эксплуатации, которую совмещали с плановыми регламентными работами по самолёту. Если же акватория гидроаэродрома замерзала, то самолёты ставились на длительное хранение с консервацией.
Регламентные работы по самолёту и его системам выполнялись в единые сроки по налёту, через каждые 25±5 часов, через 50±5 часов и через 100±5 часов.
Юстировка и горячая пристрелка оружия выполнялась ежегодно, а каждые два года демонтировалась кормовая стрелковая установка для профилактического ремонта.
То есть, исходя из выше приведённой информации, самолёт был чрезвычайно трудозатратен.

## На вооружении
Части и подразделения, эксплуатировавшие гидросамолёты Бе-6:
- 167-я отдельная аварийно-спасательная авиационная эскадрилья ВВС ТОФ, б. Постовая (Советская Гавань, Хабаровский край)
- 289-й отдельный морской противолодочный авиационный полк ВВС ТОФ, б. Суходол (Приморский край)
- 122-я отдельная морская противолодочная авиационная эскадрилья ВВС ТОФ, б. Ягодная (Вилючинск, Камчатка)
- 403-й отдельный морской дальнеразведывательный авиационный полк ВВС СФ
- 237-я отдельная аварийно-спасательная авиационная эскадрилья ВВС ЧФ (г. Поти, Грузия)
- 977-й отдельный морской дальнеразведывательный авиационный полк ВВС ЧФ, оз. Донузлав (Крым)
- 17-я отдельная морская дальнеразведывательная авиационная эскадрилья ВВС БФ (Коса/Балтийск)

## Судьбы самолётов

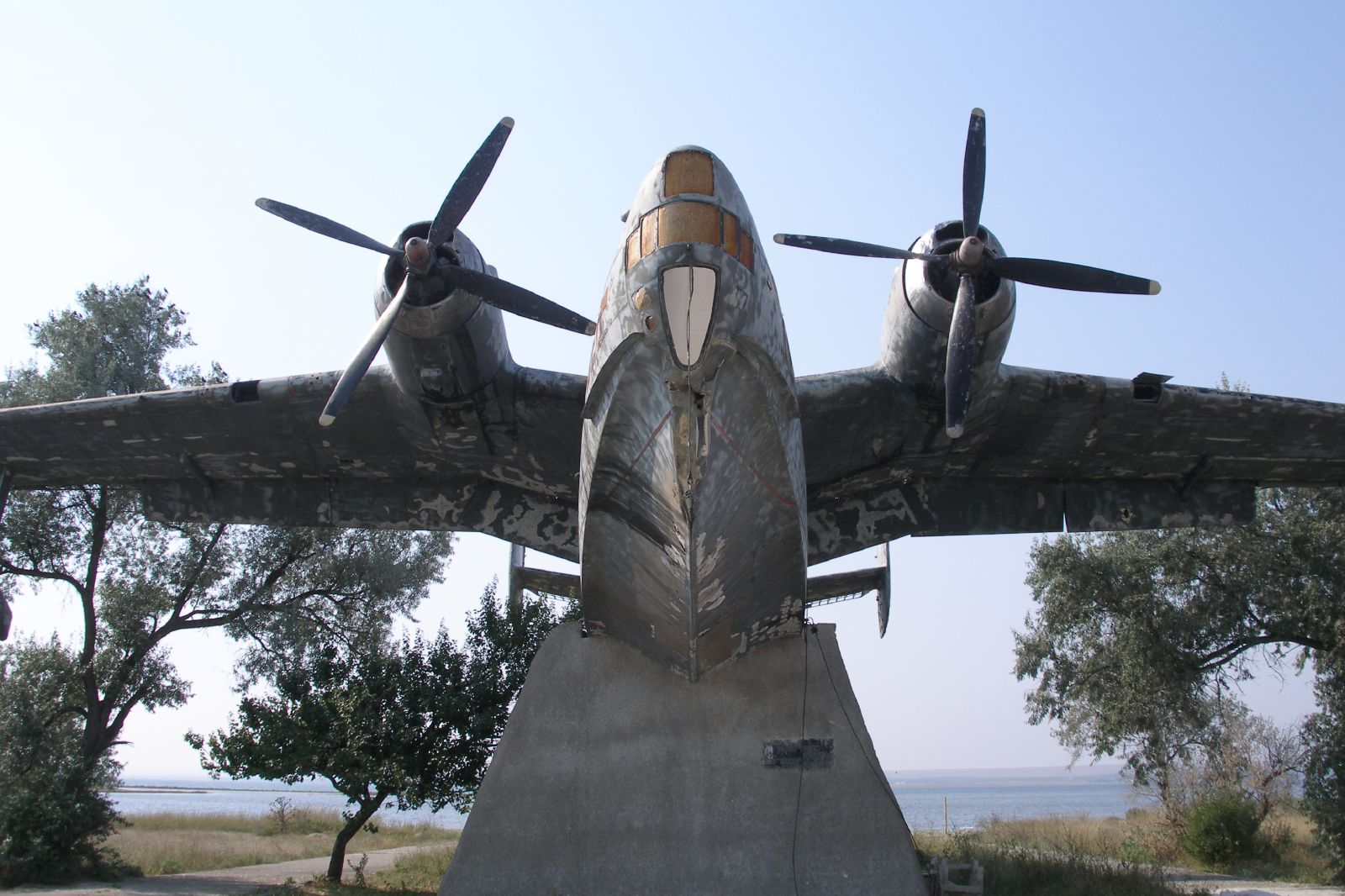
Бе-6 в качестве памятника на берегу озера Донузлав в посёлке Мирном

До 1957 г в Таганроге выпущено 123 экземпляра «Бе-6» (девятнадцатью сериями).
На начало 2013 года в мире сохранились 4 экземпляра самолёта:
- В музее ВВС Северного флота (ПГТ Сафоново)[7]; находится в плачевном состоянии (Отреставрирован в 2022г)[8][9]
- В Государственном музее авиации Украины. Летающая лодка проходила службу в 318 ОМПЛАП ВВС Черноморского флота СССР, а с 1974 года стояла на постаменте в качестве памятника в Донузлаве под Евпаторией. В 2009 году перевезена для восстановления на Евпаторийский авиаремонтный завод (ЕАРЗ), затем поступила в Государственный музей авиации в Киеве.[10][11]
- В Китайском музее авиации в Пекине
- В Морском музее в Циндао

## В модельной индустрии
Пластмассовых сборных моделей Бе-6 выпущено, по существу, всего три. С середины 70-х гг. модель Бе-6 в масштабе 1:72 выпускало народное предприятие Plasticart в ГДР. Впоследствии этот же набор продавался под марками Master Model, NU-BEE, Playfix, Revell,  REIFRA.; этот набор не отличался ни точным геометрическим соответствием прототипу, ни богатством деталировки.
Более совершенную модель выпускает с 2015 года китайская фирма "Trumpeter", тоже в масштабе 1:72; заявлена также модель в масштабе 1:48.
Известна также модель в масштабе 1:144 украинской фирмы «Amodel».